# Vanessa Bell
Vanessa Bell (nata Stephen; Londra, 28 maggio 1879 – Charleston Farmhouse, 7 aprile 1961) è stata una pittrice e arredatrice britannica, ha fatto parte del Bloomsbury Group e sorella di Virginia Woolf.

## Biografia
Nata come Vanessa Stephen, era figlia di Sir Leslie Stephen e sorella maggiore di Virginia, che in seguito divenne una famosa scrittrice col cognome del marito, Virginia Woolf.  Dopo la morte dei genitori le due sorelle Stephen si trasferirono nel distretto di Londra Bloomsbury, in una casa più grande e dove entrarono in contatto con coloro che poi entrarono nel loro circolo culturale. Vanessa studiò arte con Sir Arthur Cope e, dopo la sua morte, alla Royal Academy.
Nel 1907 Vanessa si sposò con l'altro membro del gruppo Clive Bell e con lui ebbe due figli. Tuttavia, già al tempo della prima guerra mondiale, entrambi i coniugi avevano relazioni con altre persone. Vanessa frequentò per un periodo il pittore bisessuale Duncan Grant, con cui ebbe una figlia, Angelica, che avrebbe poi sposato l'ex amante del padre David Garnett.

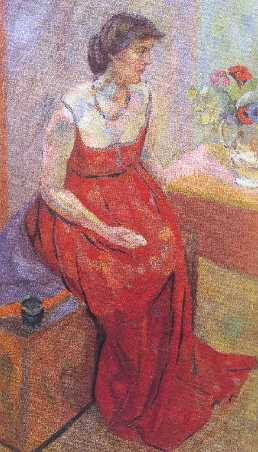
Ritratto di Vanessa Bell, di Roger Fry.

Vanessa, Duncan ed il suo compagno David Garnett si trasferirono nella campagna del Sussex, a Charleston, poco prima dello scoppio della guerra e lì, Duncan e David (da obiettori di coscienza) dovevano lavorare la terra per sfuggire alla chiamata alle armi.
Come Duncan Grant, Vanessa contribuì agli Omega Workshops fondati da Roger Fry. Dopo la prima guerra mondiale divenne membro del London Group.
Il figlio maggiore di Vanessa, Julian, morì durante la Guerra civile spagnola nel 1937.
Per tutta la vita il rapporto di Vanessa con Clive Bell rimase amichevole, anche mentre lei aveva dato inizio ad una collaborazione con Duncan Grant, dividendo lo stesso studio o due adiacenti e commentando i lavori l'uno dell'altra.

## Film
Il ruolo di Vanessa è stato interpretato nel film The Hours da Miranda Richardson e da Janet McTeer in Carrington.
La vita di Vanessa Bell in particolare e degli altri membri del Bloomsbury Group è stata oggetto di una miniserie in 3 puntate prodotta e trasmessa dalla BBC nel 2015, dal titolo Life in Squares